# Dodge Mirada

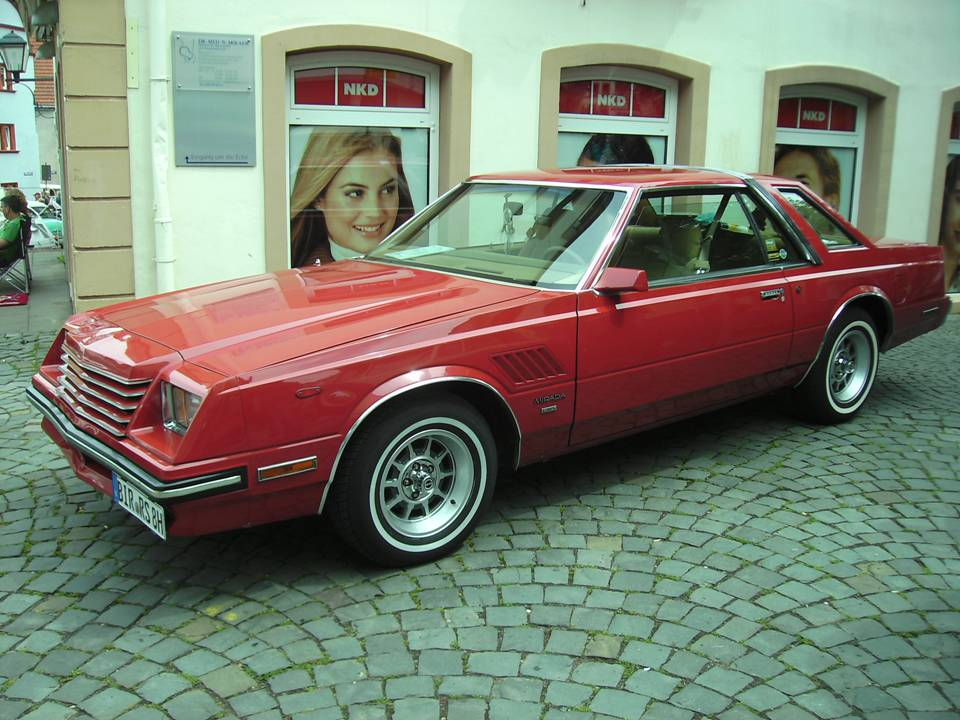
Dodge Mirada (1981)

Der Dodge Mirada war ein vom US-amerikanischen Automobilhersteller Dodge von 1979 bis 1983 angebotenes Coupé der gehobenen Mittelklasse. Er löste den Dodge Magnum ab, der seinerseits eine Weiterentwicklung des Dodge Charger SE war.

## Modellbeschreibung
Der Mirada basierte auf der hinterradgetriebenen J-Plattform des Chrysler-Konzerns und war eng verwandt mit dem gleichzeitig eingeführten Chrysler Cordoba der zweiten Generation und dem Chrysler Imperial der Modelljahre 1981 bis 1983.
Der Mirada wurde im ersten Jahr als Basismodell und als Mirada S mit sportlicherer Ausstattung angeboten, dazu konnte man ein CMX-Paket ordern, das in erster Linie optischen Zierrat umfasste. Eine Besonderheit der Zeit war das auf Wunsch lieferbare so genannte Convertible Roof, ein Vinyldachbezug in der Optik eines aufgespannten Cabriolet-Verdecks. An Motorisierungen standen für den Mirada der 3,7-l-Reihensechszylinder, ein 5,2-l-V8 und ein 5,9-l-V8 mit Doppel-Registervergaser zur Verfügung; alle Motoren waren grundsätzlich mit der TorqueFlite-Dreigangautomatik kombiniert.
Im Modelljahr 1981 zählte das Convertible Roof zum Lieferumfang des CMX-Pakets, die Ausstattungsstufe S wurde gestrichen und der 5,9-Liter fiel aus dem Programm. 1982 und 1983 wurden dem Mirada nur minimale Änderungen zuteil, die hauptsächlich die lieferbaren Farbtöne betrafen. Im Sommer 1983 wurde der Mirada, wie auch seine oben genannten Schwestermodelle, ersatzlos eingestellt. 
Insgesamt wurden knapp 53.000 Exemplare des Coupés gebaut.

## Motoren
- 3,7-l-Sechszylinder-Reihenmotor (63–67 kW)
- 5,2-l-Achtzylinder-V-Motor (90–97 kW)
- 5,9-l-Achtzylinder-V-Motor (138 kW)